# Friedländer Tor

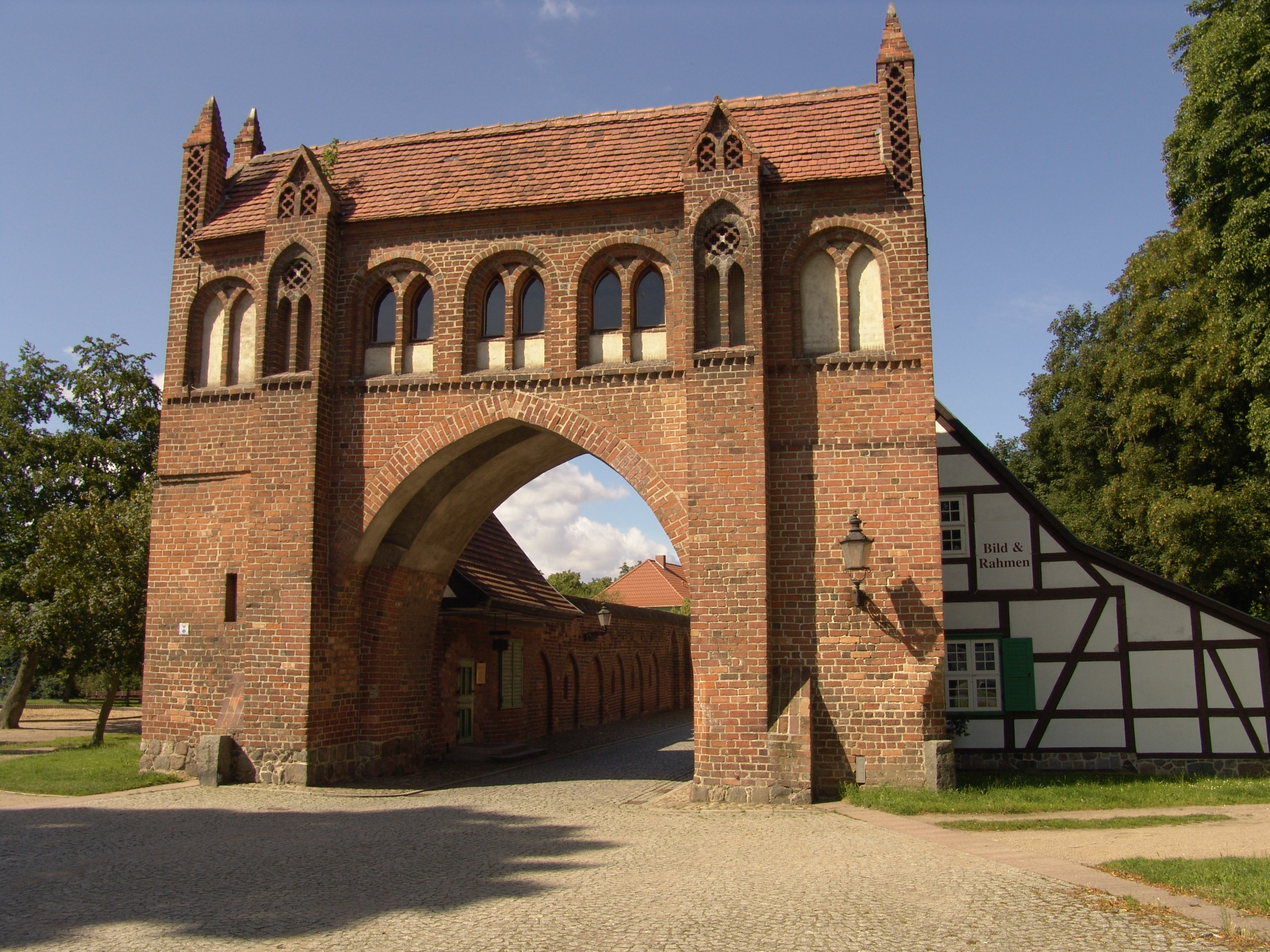
Friedländer Tor, Vortor von der Feldseite aus gesehen

Das Friedländer Tor in Neubrandenburg wurde in der ersten Hälfte des 14. Jahrhunderts im Stil der norddeutschen Backsteingotik errichtet. Es ist das nordöstliche und am vollständigsten erhaltene der vier Neubrandenburger Stadttore.
Die Namensbezeichnung „Friedländer Tor“ bezeichnet die Richtung der Ausfallstraße, der heutigen B 104. Sie führt zunächst in Richtung Osten und später über die B 197 weiter nach Friedland.

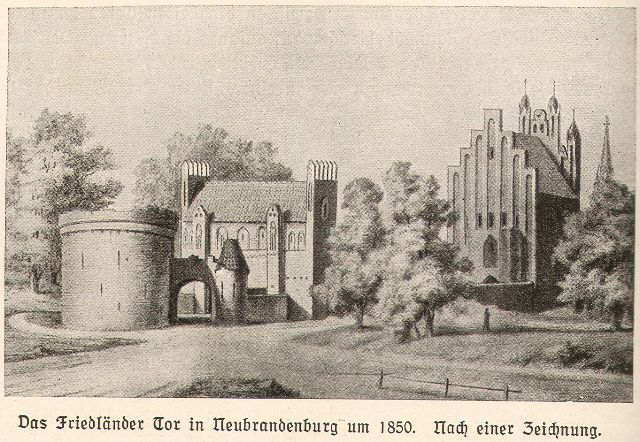
Darstellung der Toranlage um 1850

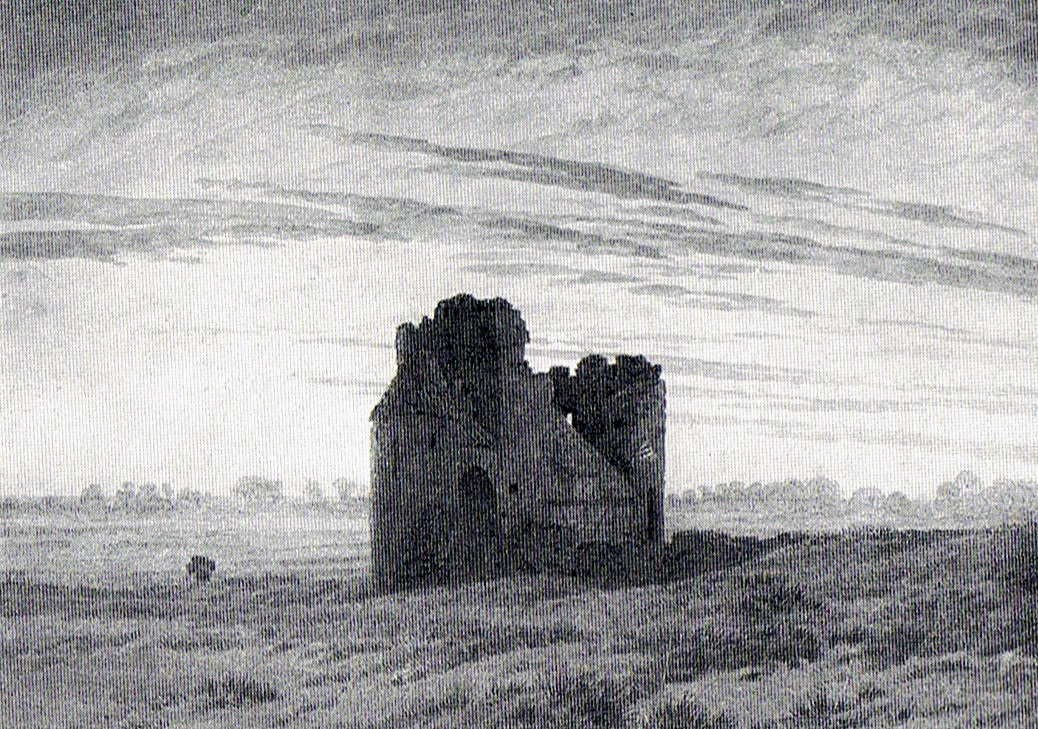
Zingel, Blick nach Südosten. Zeichnung von Caspar David Friedrich, bezeichnet als Kirchenruine in Wiesenlandschaft, um 1835

Das Tor schützte die Stadt in Richtung Pommern und wurde als Torburg mit 88 Meter Gesamtlänge ausgebaut. Im Dreißigjährigen Krieg wurde das Tor stadtseitig von General Tilly erstürmt, nachdem sich die kaiserlichen Truppen Zugang zur Stadt durch einen Mauerdurchbruch neben dem Tor verschafft hatten.
Das Haupttor ist ein zweigeschossiger Torturm und besitzt auf der Stadtseite einen polygonalen Treppenturm. Dieser Treppenturm wurde im dritten Viertel des 15. Jahrhunderts zusammen mit der gesamten Stadtseite des Tores neu aufgebaut. Das Vortor mit kleinem Satteldach zwischen den Fialen ist ein zweistöckiger, weniger repräsentativer Bau. Er ist über zwei Mauern immer noch mit dem Haupttor verbunden. Die Fachwerkbauten zwischen den beiden Toren, die ehemaligen Torschreiber- bzw. Zoll- und Zingelwärterhäuser, beherbergen heute das Torcafé und einen Sitz des Standesamtes der Stadt Neubrandenburg. Im Vortor befindet sich ein Architekturbüro, im Haupttor eine Galerie und ein Klubraum.
Erhalten geblieben ist auch der Zingel. Er befand sich vor der Doppeltoranlage des Friedländer Tores. Gebaut kurz vor dem Dreißigjährigen Krieg, sollte dieses Bauwerk die Toranlage zusätzlich schützen. Der Bau verfügte auf der Stadtseite über tiefe Stichbogennischen und feldseitig war er mit Schießscharten versehen. Die ehemals verbindenden Zwingermauern zum Tor wurden im 19. Jahrhundert abgebrochen.

## Bilder

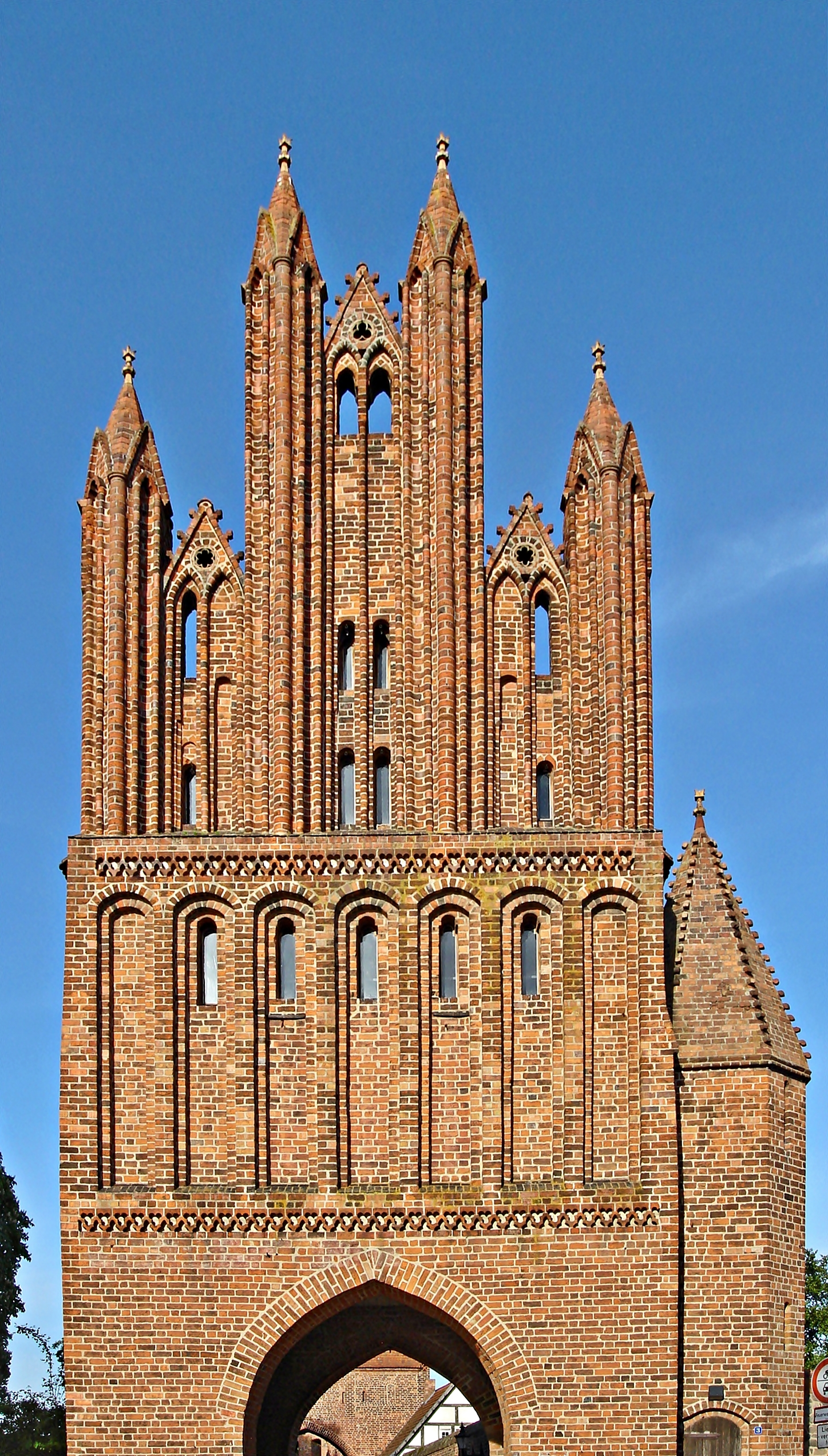
Haupttor von der Stadtseite aus gesehen
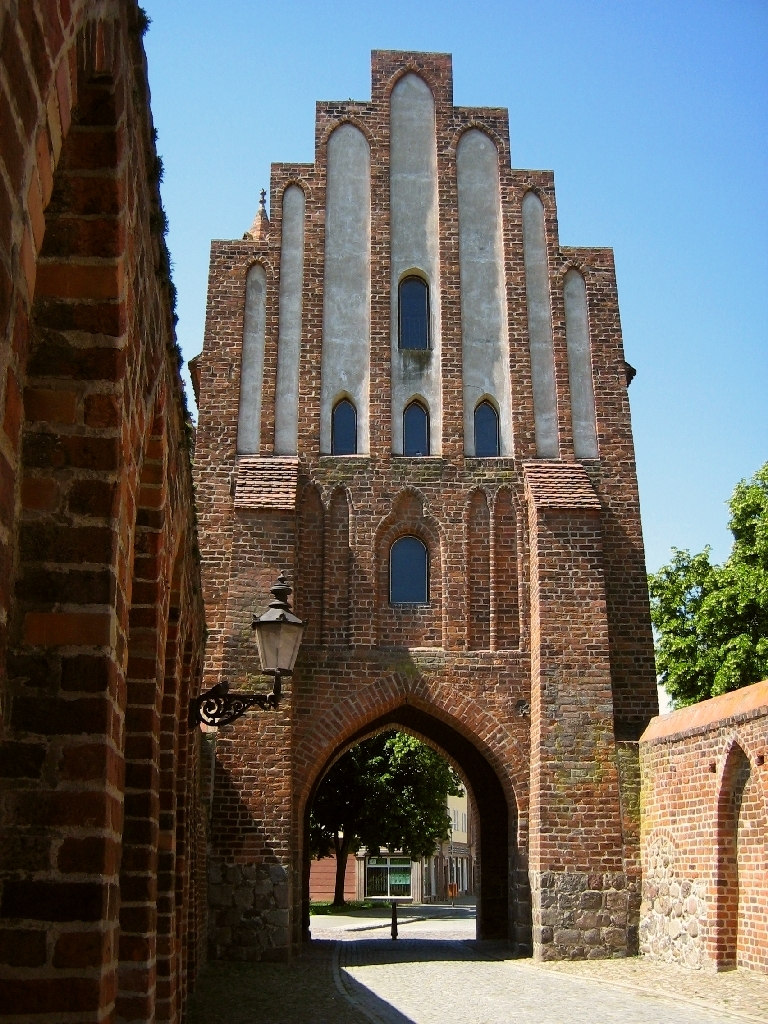
Haupttor (Feldseite)
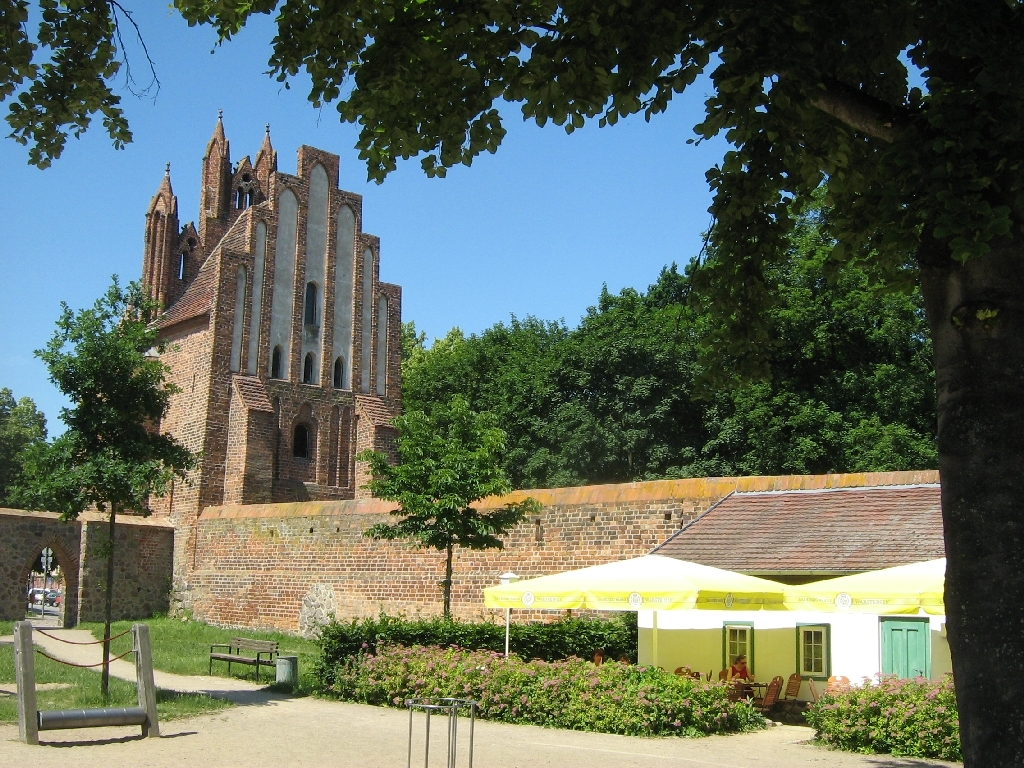
Haupttor, Seitenansicht
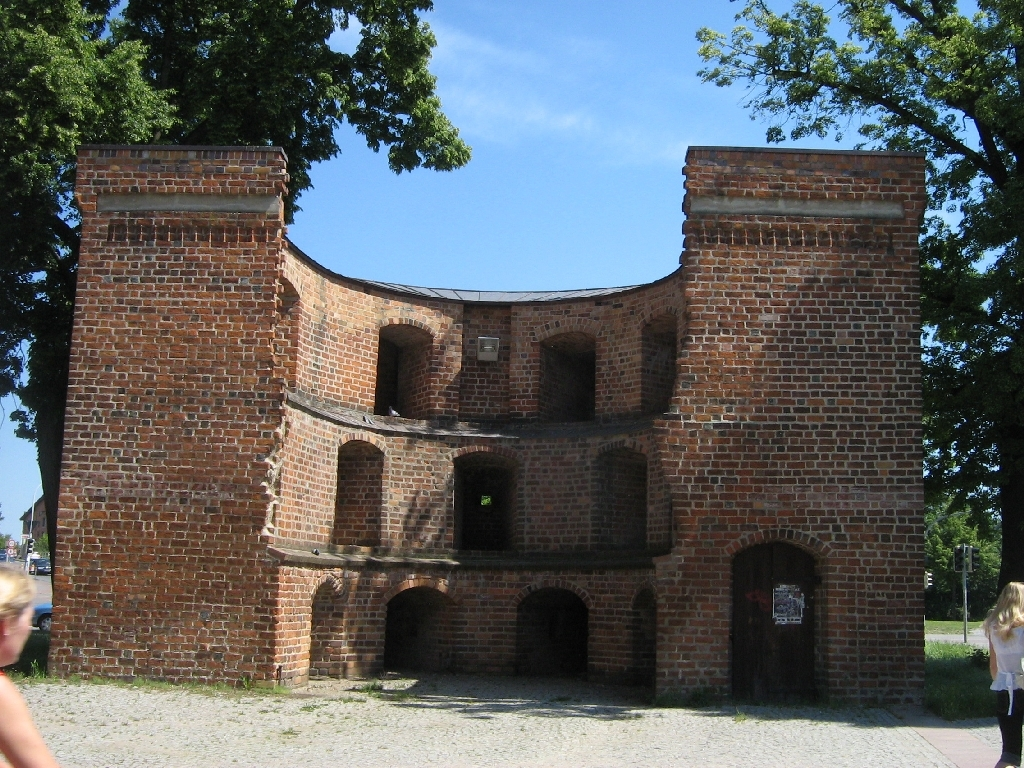
Zingel von innen
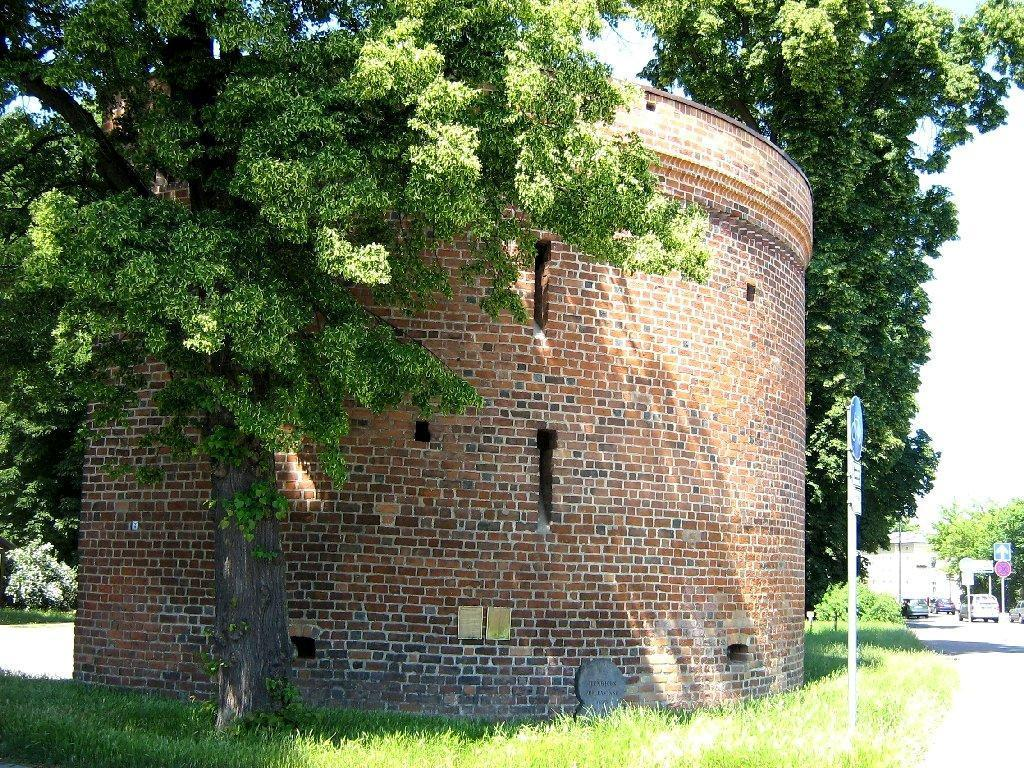
Zingel von außen
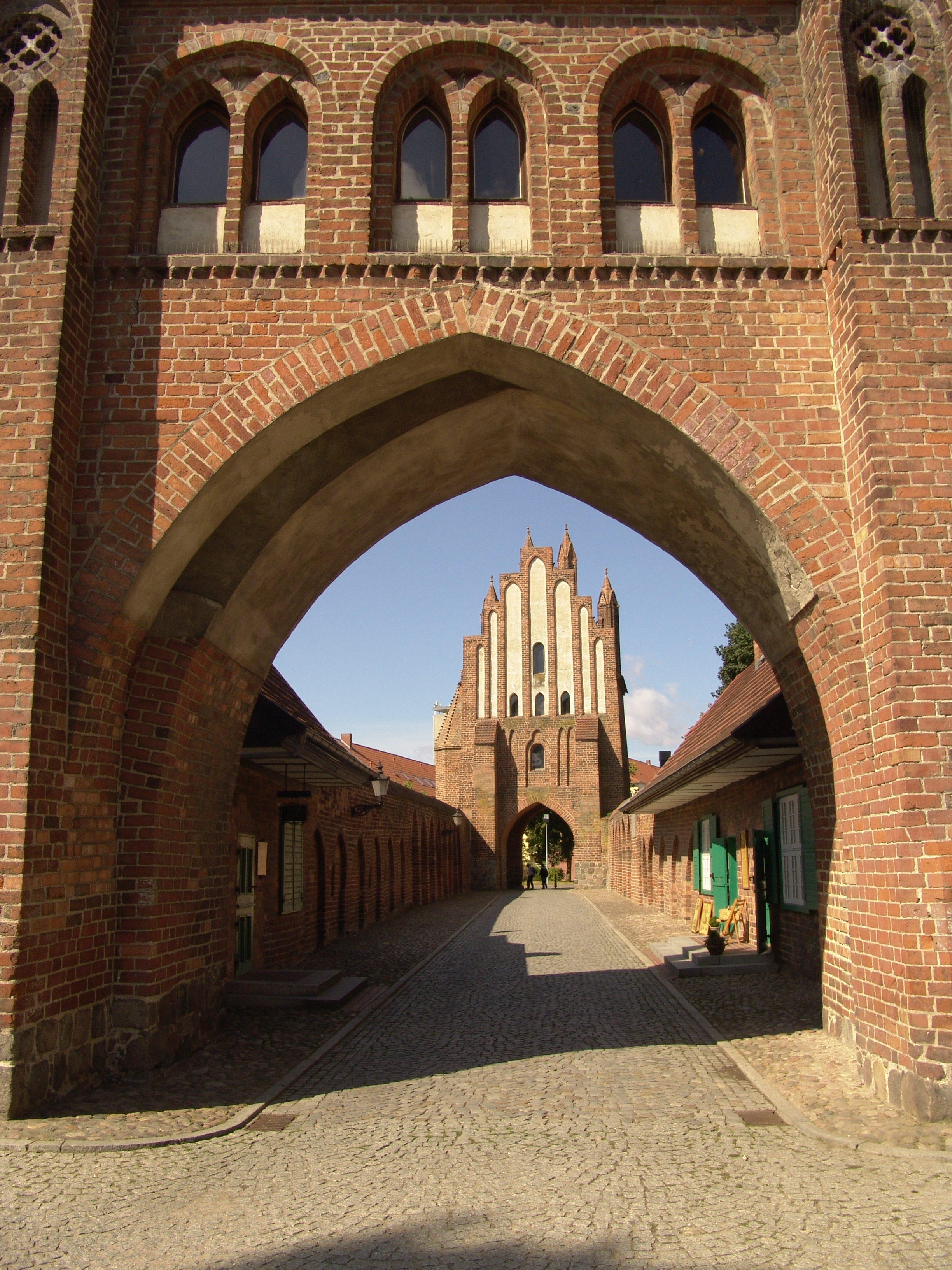
Blick vom Vortor zum Haupttor
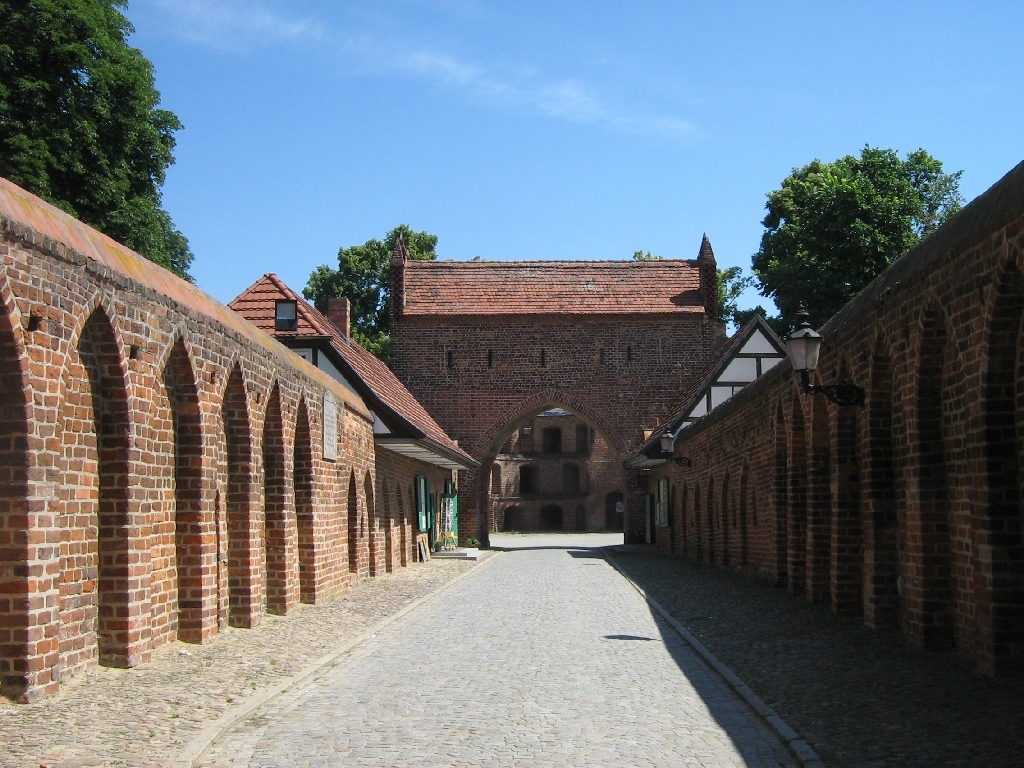
Blick vom Haupttor zum Vortor mit Zingel
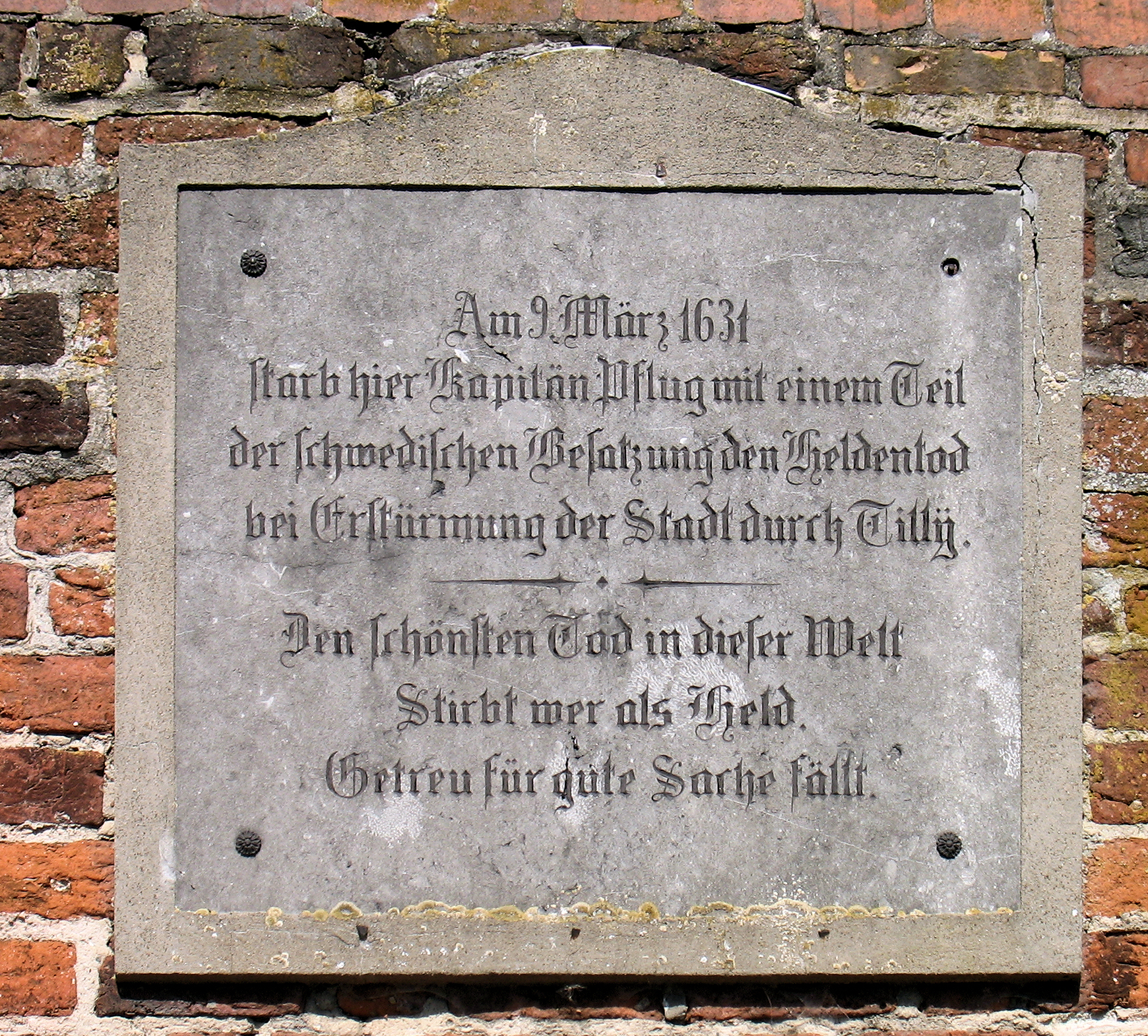
Gedenktafel für Kapitän Pflug zum Jahr 1631 nach der Belagerung durch Tillys Truppen
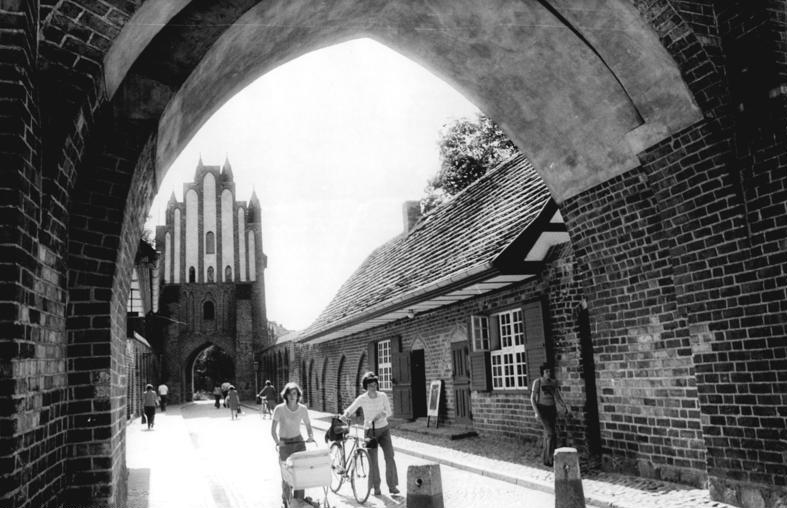
Heutiges Standesamt, Foto von 1978 als Verkaufsgalerie
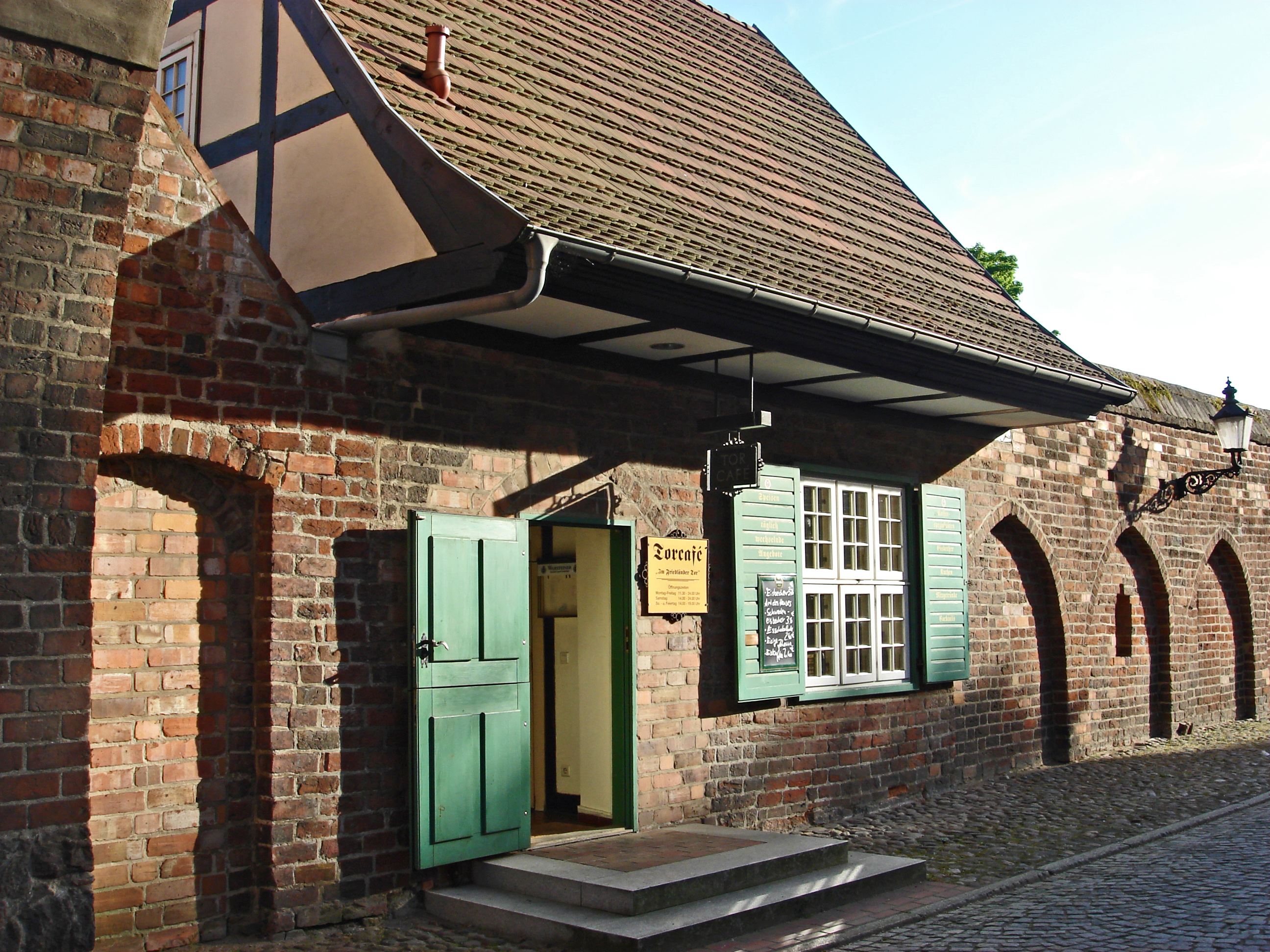
Torcafé am Vortor